# Cuscuta europaea
El cabello de monte o cabello de Venus (Cuscuta europaea)  es una planta parásita nativa de Europa de la familia Convolvulaceae, pero estaba clasificada anteriormente en la familia Cuscutaceae. 

## Descripción
Como Cuscuta epithymum pero con tallos más robustos y usualmente rojizos, y con flores usualmente tetrámeras, dispuestas en densos grupos redondeados y de 8-12 mm de diámetro. Parasita
Urtica, Humulus, correhuela mayor y otras herbáceas. Penetra en la planta huésped con unas raicillas (haustorios), por las que extraen la savia ya elaborada, no precisando partes verdes. Las hojas, en este caso son escamosas, mínimas, incoloras, casi invisibles. Flores acampanadas blanco rosáceas, muy pequeñas, en grupos más o menos numerosos. Las flores fueron usadas como colirio.  Florece desde final de primavera, en el verano y hasta el otoño.

## Distribución y hábitat

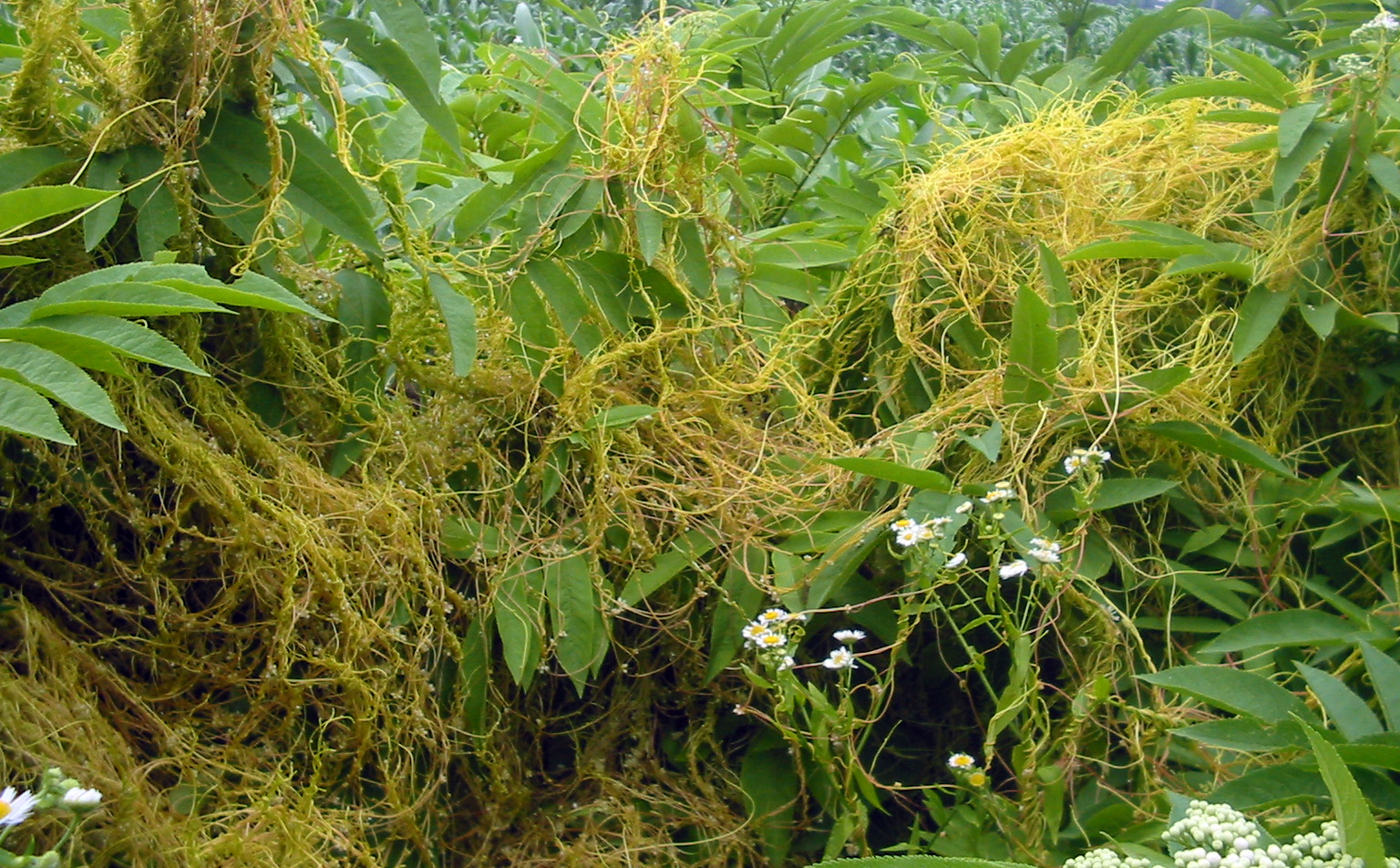
Cuscuta europaea sobre Sambucus ebulus

En todo el Mediterráneo, aunque ausente de la mayoría de las islas excepto Córcega y Cerdeña.
En gran parte de Europa, excepto Portugal, Irlanda e Islandia.